# Dolichopus fumosus
Dolichopus fumosus är en tvåvingeart som beskrevs av Van Duzee 1921. Dolichopus fumosus ingår i släktet Dolichopus och familjen styltflugor.
Artens utbredningsområde är Saskatchewan. Inga underarter finns listade i Catalogue of Life.